# Pachycormiformes

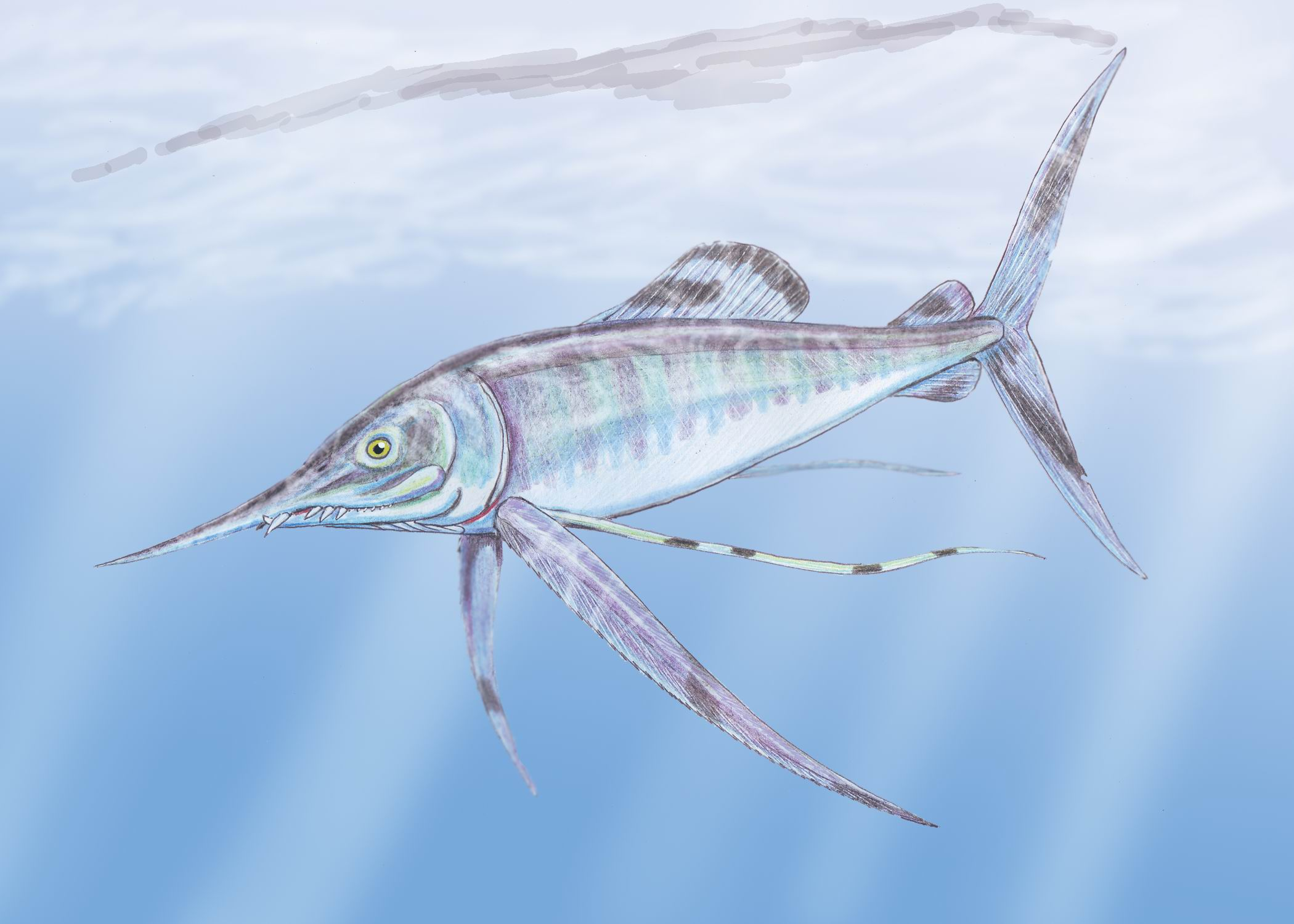
Protosphyraena perniciosa

Pachycormiformes são uma ordem extinta de peixes marinhos com nadadeiras com raios, conhecidos em depósitos mesozóicos da Eurásia, Américas e Antártica. Eles foram caracterizados por terem barbatanas peitorais serrilhadas (embora estudos mais recentes tenham demonstrado que a diversidade da forma das barbatanas neste grupo era alta), Pachycormiformes são unidos por "um osso composto (rostrodermethmoid) formando a borda anterodorsal da boca; um processo coronóidereduzido da mandíbula; ausência de supraorbitais associados a uma dermosfenofótica definindo a margem dorsal da órbita; dois grandes ossos suborbitais semelhantes a placas posteriores aos infraorbitais; barbatanas peitoraislongas e esbeltas; ramificação assimétrica da lepidotrichiade barbatana peitoral; sobreposição considerável dos hipurais por raios de barbatana caudais (hipurostegia); e a presença de assificações uroneural distintas do endoesqueleto da barbatana caudal"